# رزی فلچر
رزی فلچر (انگلیسی: Rosey Fletcher؛ زادهٔ ۳۰ نوامبر ۱۹۷۵) اسنوبردسوار اهل ایالات متحده آمریکا است.